# Гројзенхајм
Гројзенхајм (њем. Greußenheim) општина је у њемачкој савезној држави Баварска. Једно је од 52 општинска средишта округа Вирцбург. Према процјени из 2010. у општини је живјело 1.599 становника. Посједује регионалну шифру (AGS) 9679141.

## Географски и демографски подаци
Гројзенхајм се налази у савезној држави Баварска у округу Вирцбург. Општина се налази на надморској висини од 259 метара. Површина општине износи 17,7 km². У самом мјесту је, према процјени из 2010. године, живјело 1.599 становника. Просјечна густина становништва износи 90 становника/km².

## Међународна сарадња
| Мјесто     | Држава  | Врста сарадње | Од    |
| ---------- | ------- | ------------- | ----- |
| Валфабрика | Италија | партнерство   | 1996. |
| Извор      |         |               |       |